# Troxhammar
Troxhammar är en bebyggelse på södra Färingsö i Ekerö kommun. Här återfinns Troxhammars golfklubb. 2015 avgränsade SCB här en småort Vid 2020 års avgränsning klassades bebyggelsen som en del av tätorten Tureholm.